# كأس دبي العالمي

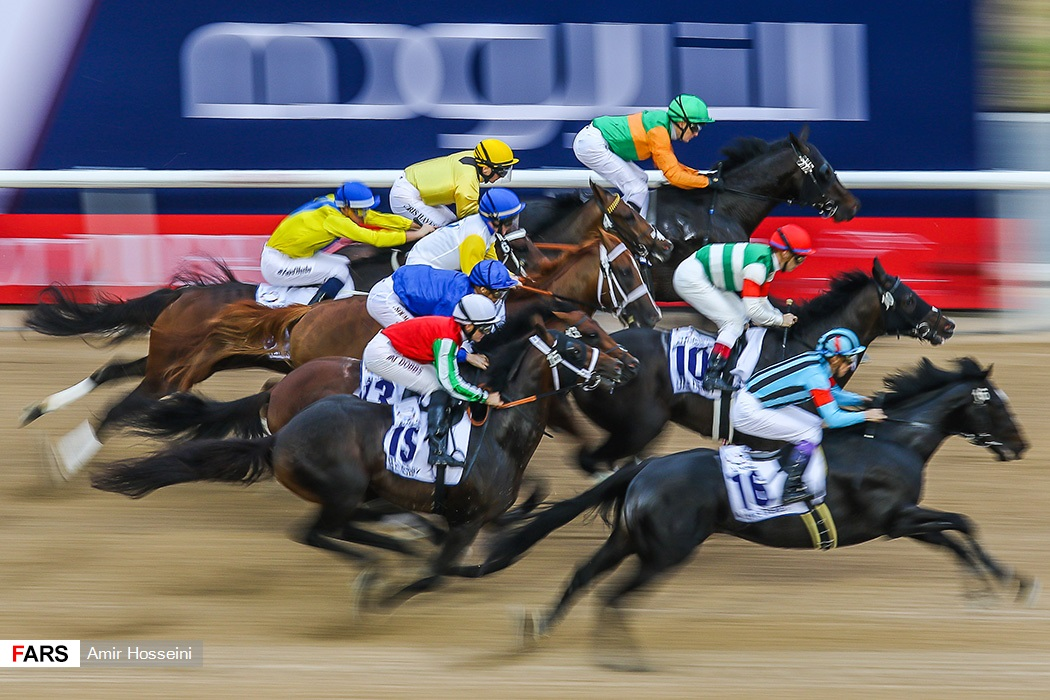
كأس دبي العالمي 2017

كأس دبي العالمي، هو سباق للخيول الأصيلة يقام سنويًا منذ عام 1996 في مضمار ند الشبا لسباقات الخيل في دبي. هُدم مضمار ند الشبا في عام 2009 بعد استضافة سباق كأس دبي العالمي، ليحل محله مضمار ميدان. ويعد أغنى سباق في العالم كون جائزته الكبرى تبلغ 10$ ملايين دولار أمريكي. وقد فاز الحصان سيجار لمالكه ألن بولسن في الدورة الأولى. أسس هذا السباق الشيخ محمد بن راشد آل مكتوم.
مسافة السباق 2 كم على أرض رملية تجري عكس عقارب الساعة. والسباق من فئة سباقات الأرض المفتوحة المنبسطة أي بدون حواجز، وتُؤهل للمشاركة فيه خيول الثوروبريد (المهجنة الأصيلة) من فئة 4 سنوات من دول جنوب الكرة الأرضية. ومن فئة 3 سنوات من دول شمال الكرة الأرضية.
يبلغ مجموع الجوائز التي توزع خلال الفعاليات المرافقة 30$ مليون دولار أمريكي تخصص منها 10$ ملايين دولار لسباق الكأس.
يبث هذا السباق حياً على الهواء عبر الأقمار الصناعية في جميع أنحاء العالم تقريباً خصوصاً الدول المهتمة بسباقات الخيل كالولايات المتحدة الأمريكية، بريطانيا، أستراليا وعدد من دول الأسيوية والأوروبية.

## أرقام قياسية
أسرع حصان
- 2:01.61، الحصان (African Story) (2014)، على مضمار ميدان.

الأكثر فوزا باللقب
- مرتان، الحصان (Thunder Snow)، (2019 & 2018).

الأكثر فوزا كمالك للحصان
- تسع مرات، إسطبلات جولدفين، (2000، 2002، 2003، 2006، 2012، 2014، 2018، 2019، 2021).

الأكثر فوزا كفارس
- أربع مرات، الفارس جيري د. بيلي، (1996، 1997، 2001، 2002).
- أربع مرات، الفارس فرانكي ديتوري، (2000، 2003، 2006، 2022).

الأكثر فوزا كمدرب
- تسع مرات، المدرب سعيد بن سرور، (1999، 2000، 2002، 2003، 2006، 2014، 2015، 2018، 2019)

## الفائزون في السباق
| السنة | الحصان الفائز                     | مكان الولادة                      | التدريب                           | الملكية                           | العمر                             | الفارس                            | المدرب                            | المالك                                | الزمن                             |
| ----- | --------------------------------- | --------------------------------- | --------------------------------- | --------------------------------- | --------------------------------- | --------------------------------- | --------------------------------- | ------------------------------------- | --------------------------------- |
| 1996  | Cigar                             | الولايات المتحدة                  | الولايات المتحدة                  | الولايات المتحدة                  | 6                                 | جيري د. بيلي                      | وليام آي موت                      | ألين بولسون                           | 2:03.84                           |
| 1997  | Singspiel                         | جمهورية أيرلندا                   | المملكة المتحدة                   | الإمارات العربية المتحدة          | 5                                 | جيري د. بيلي                      | مايكل ستوت                        | محمد بن راشد آل مكتوم                 | 2:01.91                           |
| 1998  | Silver Charm                      | الولايات المتحدة                  | الولايات المتحدة                  | الولايات المتحدة                  | 4                                 | غاري ستيفنز                       | بوب بافرت [الإنجليزية]            | روبرت بي. لويس                        | 2:04.29                           |
| 1999  | Almutawakel                       | المملكة المتحدة                   | الإمارات العربية المتحدة          | الإمارات العربية المتحدة          | 4                                 | ريتشارد هيلز                      | سعيد بن سرور                      | حمدان بن راشد آل مكتوم                | 2:00.65                           |
| 2000  | Dubai Millennium                  | المملكة المتحدة                   | الإمارات العربية المتحدة          | الإمارات العربية المتحدة          | 4                                 | فرانكي ديتوري                     | سعيد بن سرور                      | إسطبلات جولدفين                       | 1:59.50                           |
| 2001  | Captain Steve                     | الولايات المتحدة                  | الولايات المتحدة                  | الولايات المتحدة                  | 4                                 | جيري د. بيلي                      | بوب بافرت [الإنجليزية]            | مايكل إي بيغرام [الإنجليزية]          | 2:00.47                           |
| 2002  | Street Cry                        | جمهورية أيرلندا                   | الإمارات العربية المتحدة          | الإمارات العربية المتحدة          | 4                                 | جيري د. بيلي                      | سعيد بن سرور                      | إسطبلات جولدفين                       | 2:01.18                           |
| 2003  | Moon Ballad                       | جمهورية أيرلندا                   | الإمارات العربية المتحدة          | الإمارات العربية المتحدة          | 4                                 | فرانكي ديتوري                     | سعيد بن سرور                      | إسطبلات جولدفين                       | 2:00.48                           |
| 2004  | Pleasantly Perfect                | الولايات المتحدة                  | الولايات المتحدة                  | الولايات المتحدة                  | 6                                 | أليكس سوليس                       | ريتشارد إي مانديلا                | Diamond A Racing Corp.                | 2:00.24                           |
| 2005  | Roses in May                      | الولايات المتحدة                  | الولايات المتحدة                  | الولايات المتحدة                  | 5                                 | جون آر فيلاسكيز                   | ديل رومان                         | كينيث وسارة رامزي [الإنجليزية]        | 2:02.17                           |
| 2006  | Electrocutionist                  | الولايات المتحدة                  | الإمارات العربية المتحدة          | الإمارات العربية المتحدة          | 5                                 | فرانكي ديتوري                     | سعيد بن سرور                      | إسطبلات جولدفين                       | 2:01.32                           |
| 2007  | Invasor                           | الارجنتين                         | الولايات المتحدة                  | الإمارات العربية المتحدة          | 5                                 | فرناندو جارا                      | كيران ماكلولين                    | حمدان بن راشد آل مكتوم                | 1:59.97                           |
| 2008  | Curlin                            | الولايات المتحدة                  | الولايات المتحدة                  | الولايات المتحدة                  | 4                                 | روبي البارادو                     | ستيف اسموسين                      | Stonestreet Stables/Midnight Cry Stbl | 2:00.15                           |
| 2009  | Well Armed                        | الولايات المتحدة                  | الولايات المتحدة                  | الولايات المتحدة                  | 6                                 | آرون جريدر                        | أوين جي هارتي                     | WinStar Farm LLC                      | 2:01.01                           |
| 2010  | Glória de Campeão                 | البرازيل                          | فرنسا                             | البرازيل                          | 7                                 | تياغو جوشوا بيريرا                | باسكال باري                       | Stud Estrela Energia                  | 2:03.83                           |
| 2011  | Victoire Pisa                     | اليابان                           | اليابان                           | اليابان                           | 4                                 | ميركو ديمورو                      | سكن كاتسوهيكو                     | إيتشيكاوا جيد                         | 2:05.94                           |
| 2012  | Monterosso                        | المملكة المتحدة                   | الإمارات العربية المتحدة          | الإمارات العربية المتحدة          | 5                                 | ميكائيل برزالونا                  | محمود الزرعوني [الإنجليزية]       | إسطبلات جولدفين                       | 2:02.67                           |
| 2013  | Animal Kingdom                    | الولايات المتحدة                  | الولايات المتحدة                  | أستراليا / الولايات المتحدة       | 5                                 | جويل روزاريو                      | جراهام موشن                       | Arrowfield Stud & Team Valor          | 2:03.21                           |
| 2014  | African Story                     | المملكة المتحدة                   | الإمارات العربية المتحدة          | الإمارات العربية المتحدة          | 7                                 | سيلفستر دي سوزا                   | سعيد بن سرور                      | إسطبلات جولدفين                       | 2:01.61                           |
| 2015  | Prince Bishop                     | جمهورية أيرلندا                   | الإمارات العربية المتحدة          | الإمارات العربية المتحدة          | 8                                 | وليام بويك                        | سعيد بن سرور                      | حمدان بن راشد آل مكتوم                | 2:03.24                           |
| 2016  | California Chrome                 | الولايات المتحدة                  | الولايات المتحدة                  | الولايات المتحدة                  | 5                                 | فيكتور إسبينوزا                   | أرت شيرمان                        | كاليفورنيا كروم ذ م م                 | 2:01.83                           |
| 2017  | أروقيت                            | الولايات المتحدة                  | الولايات المتحدة                  | المملكة العربية السعودية          | 4                                 | مايك إي. سميث                     | بوب بافرت [الإنجليزية]            | مزرعة جودمونت                         | 2:02.15                           |
| 2018  | Thunder Snow                      | جمهورية أيرلندا                   | الإمارات العربية المتحدة          | الإمارات العربية المتحدة          | 4                                 | كريستوف سوميلون                   | سعيد بن سرور                      | إسطبلات جولدفين                       | 2:01.38                           |
| 2019  | Thunder Snow                      | جمهورية أيرلندا                   | الإمارات العربية المتحدة          | الإمارات العربية المتحدة          | 5                                 | كريستوف سوميلون                   | سعيد بن سرور                      | إسطبلات جولدفين                       | 2:03.87                           |
| 2020  | ألغيت المسابقة بسبب جائحة كورونا. | ألغيت المسابقة بسبب جائحة كورونا. | ألغيت المسابقة بسبب جائحة كورونا. | ألغيت المسابقة بسبب جائحة كورونا. | ألغيت المسابقة بسبب جائحة كورونا. | ألغيت المسابقة بسبب جائحة كورونا. | ألغيت المسابقة بسبب جائحة كورونا. | ألغيت المسابقة بسبب جائحة كورونا.     | ألغيت المسابقة بسبب جائحة كورونا. |
| 2021  | Mystic Guide                      | الولايات المتحدة                  | الولايات المتحدة                  | الإمارات العربية المتحدة          | 4                                 | لويس سايز                         | مايكل ستيدهام                     | إسطبلات جولدفين                       | 2:01.61                           |
| 2022  | Country Grammer                   | الولايات المتحدة                  | الولايات المتحدة                  | الولايات المتحدة / السعودية       | 5                                 | فرانكي ديتوري                     | بوب بافرت [الإنجليزية]            | إسطبلات عمرو زيدان                    | 2:04.97                           |
| 2023  | Ushba Tesoro                      | اليابان                           | اليابان                           | اليابان                           | 6                                 | يوغا كاودا                        | كوينهيكو واتانابي                 | رايوتوكوجي كينجي هولدينغز             | 2:03:25                           |
| 2024  | Laurel River                      | الولايات المتحدة                  | الولايات المتحدة                  | المملكة العربية السعودية          | 6                                 | تاج أوشيه                         | بوبات سيمار                       | مزرعة جودمونت                         | 2:02:31                           |